# 幕之内一歩
幕之内 一歩（まくのうち いっぽ）は森川ジョージの漫画およびそれを原作とするアニメ『はじめの一歩』に登場する架空の人物、および同作の主人公。アニメ版での声優は喜安浩平、國立幸（幼少期）。ドラマCD版では三木眞一郎、舞台では後藤恭路。

## 人物
鴨川ボクシングジム所属の元プロボクサー。元日本フェザー級チャンピオン。身長164cm。リーチ167cm、チェスト101cm、足のサイズは25.5cm。生年月日は1973年11月23日。射手座のO型。年齢は物語開始時点で16歳（高校2年生）、作中では現在25歳。一人称は「ボク」。
短髪に太い眉をした顔が特徴。文庫版4巻の巻末おまけページによると、元々担当編集者に難色を示されていたデザインに太い眉を足したらOKが下りたという。
現時点の戦績は26戦23勝（23KO）3敗、WBC世界ランキングはゴンザレス戦後の時点で10位。現在は引退して母親が営む釣り船屋「釣り船幕之内」の従業員として働きながら、鴨川ジムのセコンド、チームメイトや練習生のトレーナーを務めている。

### 経歴
高校時代、梅沢正彦らにいじめられていたところを、ロードワーク中に通りかかった鷹村守に助けられたことがきっかけでボクシングに憧れ、鴨川ジムに入門する。パンチ力を初めとする成育環境から培った強靭な肉体能力と鴨川ジム会長の鴨川源二に仕込まれたテクニックで全日本新人王戦とA級ボクサー賞金トーナメントを無敗で制し、当時の日本フェザー級チャンピオン伊達英二に挑戦するも、あと一歩のところで敗戦。
その後、伊達戦の敗戦から合理的な戦法を考え、デンプシー・ロールを会得。再起してからは連勝を重ね、チャンピオンになった千堂武士に勝利し、自身がチャンピオンとなる。その後王座を8度防衛し、それと並行して東洋太平洋圏各国の国内王者と連戦、タイ、フィリピン、インドネシアの王者すべてをKOで撃破する。8度目の防衛戦に成功した後、世界王座を奪取すべく日本王座を返上した。
メキシコのWBC世界第2位のランカー、アルフレド・ゴンザレスに7R失神KOで重篤なダメージを負って敗戦したのち、パンチドランカーが疑われる兆候（フリーハンドで直線が描けない）が現れる。精密検査でも問題はなく鴨川会長の判断は「疑惑」止まりだったが、万一があってはならないということで、ダメージを抜くために1ヶ月の出入り禁止を言い渡される。
期間が終わり症状が出ないことを確認したところで、フィリピンフェザー級チャンピオンのサウスポーボクサー、アントニオ・ゲバラとの再起戦を迎えるが、打たれ弱さ・記憶障害などパンチドランカーが疑われる兆候が露呈し（本人も心の底では「これ以上はもう戦えない」と自覚していた）、新型デンプシーを披露することにこだわって打ちにいったところにカウンターを合わせられ、4Rで失神KO負けを喫した。
試合後、専門医からさらに詳しい検査を受けた際、ドクターストップは免れるも「現在は健康体だが、これ以上の試合続行は危険」と厳しい診断を受ける。一歩が出した答えは「引退」、まもなくして鴨川ジムからの勧誘でセコンドになる道を選び、チームメイトや練習生のトレーナーも務めている。引退してからも現役時代並みのトレーニングを日課としており、時にはスパーリングパートナーを務めることもある。

### ボクサーとしての能力
国内屈指のパンチ力を誇る生粋のインファイター。初めてサンドバッグを素手で殴った際に衝撃で自らの拳を負傷するなど、既に凄まじいパンチ力が備わっていた。ピーカブースタイルで防御を固めて頭を振りながら、並外れたダッシュ力を用い、被弾せずに一瞬で相手との距離を詰め、至近距離から強打を打ち込む戦法を基本線とする。破壊力と資質は伊達英二やリカルド・マルチネス、アルフレド・ゴンザレスにも一目置かれ、サンドバッグを宙に跳ね上げ、スパーリングでウェルター級の選手を沈めるほど高く、勝った試合のKO率は100%を記録しているが、負けた試合もまた全てKO決着でいずれも激しい打ち合いの末の結果であった。
当初は誰からも注目をされない無名でありながら連戦連勝を重ね、全日本新人王に輝くなどから当時の日本王者である伊達からも「飛ぶ鳥を落とす勢い」と認められた。インファイターで華麗なテクニックなどはないため女性ファンはあまり目立たないが、倒し合いの末の逆転KOなど派手でスリリングな試合を展開することが多いことや本人の謙虚で大人しい親孝行な性格から、国内ではサラリーマンや学生などの男性を中心にトップクラスの人気があり、暴風のような連打になぞらえて「風神」の異名を取っている。自動販売機やカラオケ店の看板を一撃で破壊し、川原の土手に刺さっている杭をさらに奥まで打ち込めることをやってのけている。
フェザー級が適正体重で、鴨川会長もフェザー級で戦うことが望ましいとしている。減量を始める前の体重は57.3kgで、試合時の体重は56㎏。身長164cmと同階級としてはやや小柄な体格をしているが、相手の懐に潜り込みやすく連打の回転も速い。また全てのパンチがやや下方向から繰り出され、相手の頭部に与えるダメージはさらに大きくなる。序盤から終了まで全く変わらないペースで動き続けられるスタミナも誇る。
器用さとリズム感に欠けるためアウトボクシングが出来ず、正面からぶつかってゆく戦法を取らざるを得ない。動物的な勘や閃きにも欠け、サウスポーを筆頭とする練習で対策を立てることのできない変則スタイルへの対応を苦手としており、ボクサーとしての穴が多い「チーズチャンピオン」と呼ばれていた。しかしアウトボクサーとの度重なる対戦経験から、やがて優れた洞察力と効果的な対アウトボクサー戦法を身に着け、足を使う選手や変則派にも十分な力を発揮できるようになった。唐沢拓三戦ではフットワークのみでコーナーに追い詰め、コーナー脱出のための定石である左フックをカウンターで狙い打ってKOするなど、ボクサータイプの選手が戦慄する試合を展開している。試合中には鴨川会長のアドバイスなどから、その状況に応じた効果的な戦法を選択する場面もしばしば見られる。
幼い頃から釣り客の荷物を運び船の舳先に立って釣り場への案内を行っていたことから、基礎体力、腕力、握力、バランス感覚が鍛えられている。肉体の頑健さと回復力も並み外れている（派手な打撃戦を展開し、時に新型デンプシー・ロールのために膝や腰を負傷、普段の練習も普通の選手ならオーバーワークになるほど過酷）。
下半身の強さからどの体勢でも機敏かつパンチ力も発揮できるのも特徴のひとつ。
自分と戦う選手などが周囲から弱いと馬鹿にされていても、相手選手を立てたり長所を見つけるなど敬意を常に払っている。また、他の選手と異なりガウンなどを羽織ることはあまりない。
温厚かつ欲望や我に乏しい性格でスポーツマンの枠を破れず、またボクシングへの姿勢についても他人の求めるところに鈍感で愚直に過ぎ、それらが要因で世界ランクで勝てないと鷹村から苦言を呈されている。追い詰められなければ自分本来の実力を発揮できないと指摘され、先述のゴンザレス戦で負けたことで「今までは運がよかっただけで、お前がボクサーに向いていないことがわかった」という旨の言葉で断じられた。以前には伊達からも「お前の拳（覚悟）は軽い」と指摘されている。
彼と戦った者は前向きになる傾向があり、間柴やヴォルグや沢村はボクシングへの愛情に目覚め、千堂は世界攻略に邁進し、ジミーは正気に戻り、尾妻や小橋や山田や真田や島袋はボクシング以外の道を歩み、武は英坊と和解している。このことは千堂からは「活人の拳」と評されている。しかし、速水のように落ちぶれたり小田のように一度は情熱を取り戻すも結局元の自堕落な生活へと戻ったり、ゲドーのように最後の最後まで改心しなかったり（そのゲドー自身、後にゲバラに敗れて引退することになる）小島のように恐怖で一歩との試合の記憶を失う者がいるなど例外も少なからずいる。

### ボクシング以外の能力・人物
温和で純粋な性格で、男女問わず惹きつけることが多い。後述のように宮田は彼に心を開いており、千堂も彼の試合を録画したビデオを見て「恋人見つけた気分や」と言っており、ヴォルグも彼を友人として認識し、久美は彼に対して過保護であり、飯村は彼に対して記者としても異性としても興味を持ち、奈々子は事あるごとに猛アタックを繰り返し、ウォーリーからは初対面時から懐かれたことがある。しかし、伊達を崇拝する沖田や千堂を兄貴分として慕う星、そして菜々子に想いを寄せる今井や久美に執着する間柴に嫉妬されることもある。
反面、無責任ともいえる呑気さゆえ宮田から「人を不愉快にさせる天才」と評された。
学業成績については、担任の教諭から高望みしなければ大学に入れると評価されていたが、デビュー戦でトランクスに名前を入れる際に自分の名前のローマ字表記が「IPPO」であることを知らず、「IPO（イポ）」と入れていた（鷹村達は笑い転げるほど爆笑していた）。
鷹村でさえ敵わないと言わしめるほどの巨根の持ち主で作中でもヘビー級などと度々ネタにされ、鴨川会長が緊張をほぐすために氷で冷やした際には「お前のはデカすぎで氷が足りない」と言われた。
反則技に嫌悪感を持っており、藤原が頻繁に頭突きを繰り返した際はアッパーで反撃し、間柴が宮田に反則を使って勝ったことを目の当たりにした際は間柴戦で猛攻を浴びせ、沢村が反則を繰り返した際は「ボクシングを馬鹿にするな」と容赦ない攻撃を浴びせたことがある。そんな一歩の性格を知っていた沢村は「怒らせて動きを単調にさせる」という作戦として反則行為を行っていた。
青木が幹事を務めた看護師達との合コンで遊んだボウリングでは、未経験ながらも持ち前の手首の強さで五連続ストライクを叩き出していたが、勝負所ではミスをするなどプレッシャーに弱く、草野球ではいい活躍ができないなど球技は苦手。自動車の運転免許を持っているが運転はかなり下手で、大渋滞を引き起こすほどのノロノロ運転にもかかわらず青木を轢きかけたことがあるなどボクシング以外では多才な青木や木村に対して非常に不器用。釣り船屋で育ったからか水泳は上手く(鷹村達もそのスピードに驚愕していた)、船の運転や海に関する知識にも明るいが、解熱剤と餌を間違えて木村が大事にしているアロワナを殺害しかけたこともある。
若い頃の寛子が美人だったため面食いの気があり、主に宮田や久美にいい顔をしている。そのことは間柴から「ルッキズムじゃねえか」と評されている。
女性に対しては非常に奥手でホモ疑惑を持たれているが、大人の女性に対しての興味はあるらしく、特に学生時代は鷹村のエロ雑誌をこっそり覗いたり、鷹村が持っているエロビデオに興味を持つ、プロ2年目の夏合宿で海に行った際に「水辺で遊んでいる女の子のうち誰が好みか?」と聞かれて、スリングショットを着ていた女性を選び鴨川ジムの他のメンバーに「一番エグイの選びやがった」と驚かれ、アイドルの森田クミコが来訪した際巨乳に翻弄されるなど年相応な一面もあった。本人は女性とは縁が無いと感じているが「童顔で可愛らしい」「ベビーフェイス」と見られることも多く、人気が無い訳でも無い。

### 人間関係
普段は家業の釣り船屋「釣り船幕之内」の経営を手伝っている。劇中では釣り船の操舵もしていた。釣り船屋には母が過労で倒れ入院した時期に梅沢がアルバイトとして入り、梅沢が退職した後は板垣学が従業員になっている。父・一男は一歩が幼い頃に海で遭難して帰らぬ人となり、以来母・寛子と二人で生活を送っている。馴染みの多さから店が繁盛しており、貧しくはないとのこと。女手ひとつで自分を育ててくれた母に対しては、家業を継ぐことを先送りにしながらボクシングを続けることに負い目を感じつつも、試合用のトランクスを手作りしてくれるなど何も言わず見守ってくれていることに感謝している。飼い犬・ワンポは、20歳の誕生日と日本王座奪取のお祝いに猫田銀八から贈られた、猫田の飼い犬・ハチの子供である。名付け親は母。
社交的だが、悪気なく率直な物言いをしてしまう。サンドバッグを叩き過ぎて拳を痛める等、集中しすぎると自分の体を酷使する傾向がみられる。
高校時代は梅沢らにいじめられていたが、プロボクサーになってからはいじめられることはなくなり、同級生や後輩の不良たちから一目置かれるようになる。特に梅沢とは、卒業後に仕事仲間として付き合ううち、過去の恩讐を超えて親友同士の間柄になった。
鴨川ジムでは、先輩の鷹村守・木村達也・青木勝、後輩の板垣学と行動を共にすることが多い。板垣の入門の前に、数多くの入門者が過酷な練習で立ち去った中から唯一残った上に性格・境遇が似ている山田直道を可愛がっていたが、山田は家庭の事情で青森県に引っ越してしまう。トレーナーは会長・鴨川源二。厳しい練習を課すだけでなく様々な形で叱咤・激励を浴びせる鴨川に対しては全幅の信頼を寄せており、その師弟の絆は鷹村をして「あきれたバカ師弟」とまで言わしめるほど深い。
同い年で同門だった宮田一郎には、出会った当初から強い憧れを抱いている。宮田の話題になると鷹村さえ圧倒されるほど熱く語りだし、長時間聞き役を務めた板垣からはまるでノロケ話だと呆れられていた。過去の試合や対戦相手に関しても非常に詳しく、あまりの熱心さから「宮田オタク」と呼ばれホモ疑惑を持たれている。一度宮田のことを「宮田きゅん」と呼んだ際、泰平や欽太郎に引かれていた（その泰平や欽太郎すらも一歩は宮田と久美のどちらかが本命かを疑うようになる）。久美にすらも「一歩は宮田に想いを寄せているのではないか」と疑念を持たれている。
その宮田とは、鴨川ジムでの2度のスパーリング以来自他共に認めるライバル同士であった。一歩は宮田との試合をボクシングキャリアの最終目標として練習に励み、宮田もスパーでの敗戦を機にプロのリングで一歩を倒すべく川原ジムへ移籍したが、東日本新人王戦で宮田が間柴了の反則に倒れて以来対戦の機会は何度となく立ち消えになり、最後のチャンスと目されていた試合も、宮田がランディー・ボーイ・ジュニアとの東洋太平洋王座統一戦を選んだ為に流れてしまった。一歩はそのショックのあまり引退も考えたが、月刊ボクシングファン記者・飯村真理の助言とかつて伊達英二から託された言葉で再起を誓い、日本王座防衛と並行して世界タイトルを目標として東洋太平洋圏各国の国内王者に挑戦、やがて王座を返上し本格的な世界挑戦へと乗り出した。一方、全日本新人王決定戦と日本タイトルマッチで二度対戦した千堂武士からも、半ば一方的にライバルとして扱われており、自身もライバルとしては認識しているが交遊時は「面倒臭い人」だと思うことがあり、彼が釣り船幕之内に居候した際は「泊まらせたのは失敗だった」「緊張感があって眠れなかった」と述懐している。
同じライバルでありながら性格や境遇など共通点の多いヴォルグ・ザンギエフとは非常に親しく、ヴォルグが2連敗しロシアへ帰国することになった際には成田空港に駆け付け、彼のグローブを受け取った。その後、彼がアメリカで復帰することを自ら告げるために一歩のもとを訪れた際には、日本での滞在先が無かったヴォルグを釣り船幕之内に宿泊させ、鴨川会長を通じてアメリカでの受け入れ先を探すなど、良好な関係を築いている。また、世界戦の際、悪質な地元判定とレフェリー買収を目の当たりにした際には、間柴が宮田にラフファイトを仕掛けた時や、沢村が久美に手を挙げた時と同じレベルの怒りをあらわにしてテーブルをたたき割ったこともある。
友達思いかつお人好しであり、怒りの沸点は極めて高いものの仲間意識が強く、自分と親しい人間や罪のない人間を愚弄したり傷つけた人間に対しては容赦ない一面を持つ。そのため、ほとんどが我が強い他の面々と異なり自分のために怒りをあらわにしたことは一度もない。
久美に高校時代に一目惚れして以来想いを寄せている。久美の方も満更ではないが一歩がハッキリした態度に出ないため煮えきらず、また間柴が久美に対して過保護でさらに個人的に一歩を敵視していることなどから、出会って長い時間が経過してもなお、一向に距離が縮まらない。一方、飯村真理と板垣の妹・菜々子も一歩に対して特別な感情を抱いており、特に菜々子は一歩と久美の間に割って入るように積極的なアタックをかけ続けている。高校時代の同級生である愛川に物語当初は初恋の人として思いを寄せていたが、当時は家庭事情もあってか彼女の誘いに乗れずじまいであった。引退後に高校の同窓会で再会した際、彼女が温情のみで接していたわけではないことをほのめかされた。
上述の通りかなりの鈍感で、宮田と千堂が自分との対戦を巡って揉めていることや千堂とヴォルグの王座決定戦の動機も自分との再戦狙いであること（宮田は薄々勘づいていた）や宮田が千堂を筆頭とするこれまでの対戦相手に嫉妬していること、そして自分を巡って久美・菜々子・飯村が争っていることや久美が宮田や愛川を敵視していることに気づいていない。このことは板垣や今井、泰平や欽太郎に「脳みそが腐っている」「呑気すぎる」「大馬鹿野郎」と言われるほど指摘されており、飯村にすらも「ボクシング以外は0点」と評されている。

### その他
ボクシングスタイルのモデルは複数いるが、マイク・タイソン系と作者は述べている。連載初期には浜田剛史がモデルと答えていた。タイソンは作中でも一歩の憧れの一人と設定されている。
キャラクター人気ランキングでは、連載200回記念で2位、連載500回記念で1位。

## 技
アッパーカット
練習生時代に覚えた技。強靭かつしやなかな下半身のバネから繰り出される威力とフォームは理想形とされ、鴨川からはエデル・ジョフレになぞらえてジョフレアッパーとも呼ばれた。
変則スマッシュ
ストレートのモーションから打ち出す右ショートアッパー。右のガードを下げコンパクト、かつ直線的に振り抜く。宮田との二度目のスパーで宮田をKOしたパンチで、全日本新人王戦でも千堂のスマッシュに対抗して使用した。
ガゼルパンチ
相手にステップインして身をかがめ、立ち上がる勢いを利用して放つフックとアッパーの中間の左パンチ。伊達戦までの必殺技として活躍したが、それ以降はあまり登場していない。
肝臓打ち（リバーブロー）
相手の懐に潜りこんだ後、肝臓を狙う左ボディブロー。相手の足を止めるために頻繁に用いている。一歩の使うものはパンチ力の高さから即効性があり、相手の肋骨を折ったこともある。入門時は斜め下から肝臓を直接突くような使用法で、途中から真横から肋骨に向かって打つようにしていたが、小島戦以降は斜め下から叩く方法に戻した（木村の証言による）。
デンプシー・ロール
伊達英二に敗戦した後、打たれる前に打つことを実践するために編み出した攻防一体かつ、一歩の唯一のラッシュ法。ジャック・デンプシーが編み出し、藤猛も用いていたが、一歩はそれらを知らないまま独自に開発した。破壊力と特徴的な動作から一歩の代名詞的なフィニッシュブローとして内外に知られている。
∞の字を描くようにウィービングし続けて相手の攻撃をかわしながら前進し、フックを連続で叩き込む。ウィービングには体をねじった反動でフックの威力を増加させる効果もあり、至近距離で体を大きくねじるためパンチの出所が確認しづらい。
前に出ながらパンチを打つため、まず相手を後退・停止させなければ技が出せない。そのため、攻撃を開始するのが相手次第になり、先手を取らない傾向になるという意識上の悪影響がある。またウィービングのリズムが一定で攻撃のタイミングを読まれやすく、フックの直前にバックステップすれば簡単にカウンターを合わせられるという弱点もあるが、これらの点を改良した以下のバージョンも生み出されている。
- 前進してくる相手にリバーブローを打ち、ガゼルパンチで動きを止め、デンプシー・ロールでとどめを刺す。劇中では「完成形」と呼ばれていた。千堂武士との日本タイトルマッチならびに真田一機戦で使用。
- デンプシー・ロールに対してカウンターを狙ってきた相手に対し、ウィービングを急停止してタイミングを外し、パンチを叩き込む。動きを停止することで力が溜め込まれパンチ力がさらに増加するが、膝と腰に猛烈な負担がかかる。沢村竜平戦に臨んで独自に編み出した。沢村戦の時は停止の負担で筋繊維が断裂する描写があった。その後ゴンザレス戦で使用した時は体が順応してきた為か、断裂の描写は見られなかった。
- ウィービングをフェイントとして使い相手を退がらせ、そのまま真っ直ぐ踏み込んでリバーブローを打つ。唐沢拓三戦で使用。
- ∞字のウィービングの方向を横ではなく縦に強引に変えてアッパーを打つ。人間の関節可動域を超える動きのため軸足の膝に猛烈な負担がかかり、それゆえに会長も伝授を躊躇っていた。ジミー・シスファー戦において鴨川のアドバイスから編み出したが、構想自体は沢村戦を控えていた頃に会長がすでに持っていた。
- 縦、横、縦、横のパンチを全身の筋肉のねじれの力を利用して打ち続ける。初使用時はリバーブローを打つような低姿勢からの左アッパーからスタートした。

ショートパンチ
相手と密着した状態で放つリバーブロー、またはアッパーカット。身体の捻りと適切な体重移動によって、わずか数センチの隙間さえあれば強打を繰り出すことができる。相手が打ち合いを逃れてクリンチして来た時や、首相撲での押し合いで膠着状態に陥った場合などに用いる。
「究極のパンチ」
島袋岩男戦に臨み、心肺機能と脚力を当時の限界まで鍛え上げた末に偶然放ったパンチ。余計な力が抜け、スピード、パワー、タイミングなどが完璧に噛み合った時にのみ出せるパンチで、鷹村でさえ数度しか打ったことはない。打った本人には雷鳴のような乾いた大きな音が聞こえ、威力はミット越しの鴨川会長の手の骨にヒビを入れるほど。一歩が出したのは、練習中と島袋戦のそれぞれ一度ずつのみ。
ジョルトブロー
体を大きく捩り、全体重を乗せて放つ大振りのパンチ。空振りしてもその反動を使って連打ができる。ジミー・シスファー戦で使用。
ハートブレイクショット
心臓を強打し、相手の動きを一時的に麻痺させる。元々は伊達英二の使用していた技で、マルコム・ゲドー戦において鴨川のアドバイスから思いついて咄嗟に放った。伊達はコークスクリュー・ブローを打ち込んでいたが、破壊力に優れる一歩の場合は通常の打ち方のパンチでも相手の動きを止められた。

## 対戦成績
西暦が不明であるため、便宜上、一歩の鴨川ジム入門後の経過年数と本人の年齢を表記する。

### 公式戦
- 戦績：26戦23勝（23KO）3敗

| 戦           | 日付                         | 勝敗 | 時間    | 内容 | 対戦相手                       | 国籍           | 備考                                  |
| ------------ | ---------------------------- | ---- | ------- | ---- | ------------------------------ | -------------- | ------------------------------------- |
| 1            | 1年目（17歳）1月3日          | 勝利 | 3R 2:35 | TKO  | 小田裕介（西川）               | 日本           | プロデビュー戦                        |
| 2            | 1年目（17歳）2月             | 勝利 | 1R 2:50 | KO   | 藤原義男（前田）               | 日本           |                                       |
| 3            | 2年目（17歳）6月             | 勝利 | 2R 2:52 | KO   | ジェイソン尾妻（八戸拳闘会）   | アメリカ合衆国 | 東日本新人王1回戦                     |
| 4            | 2年目（17歳）8月x日          | 勝利 | 4R 2:58 | KO   | 小橋健太（大滝）               | 日本           | 東日本新人王2回戦                     |
| 5            | 2年目（17歳）11月            | 勝利 | 1R 2:59 | KO   | 速水龍一（音羽）               | 日本           | 東日本新人王準決勝                    |
| 6            | 2年目（18歳）12月24日        | 勝利 | 3R 2:13 | TKO  | 間柴了（東邦）                 | 日本           | 東日本新人王決勝                      |
| 7            | 2年目（18歳）2月末           | 勝利 | 3R 3:00 | TKO  | 千堂武士（なにわ拳闘会）       | 日本           | 全日本新人王決定戦                    |
| 8            | 3年目（18歳）6月27日         | 勝利 | 1R 2:58 | TKO  | 沖田佳吾（仲代）               | 日本           |                                       |
| 9            | 3年目（18歳）8月頃           | 勝利 | 4R 2:12 | TKO  | 冴木卓麻（河合）               | 日本           | A級ボクサー賞金トーナメント1回戦      |
| 10           | 3年目（18歳?）11月           | 勝利 | 5R 1:21 | KO   | ヴォルグ・ザンギエフ（音羽）   | ロシア         | A級ボクサー賞金トーナメント決勝       |
| 11           | 3年目（19歳）2月             | 敗北 | 5R 2:32 | TKO  | 伊達英二（仲代）               | 日本           | 日本フェザー級タイトル戦 王座獲得失敗 |
| 12           | 4年目（19歳）7月11日         | 勝利 | 2R 2:00 | TKO  | ポンチャイ・チュワタナ         | タイ           |                                       |
| 13           | 199X年 4年目（19歳）11月20日 | 勝利 | 7R 1:32 | KO   | 千堂武士（なにわ拳闘会）       | 日本           | 日本フェザー級タイトル戦 王座獲得     |
| 14           | 199X年 4年目（20歳）4月7日   | 勝利 | 5R 2:33 | TKO  | 真田一機（木下）               | 日本           | 日本王座防衛1                         |
| 15           | 199X年 5年目（20歳）8月20日  | 勝利 | 2R 2:42 | KO   | ハンマー・ナオ（八戸拳闘会）   | 日本           | 日本王座防衛2                         |
| 16           | 199X年 5年目（21歳）12月20日 | 勝利 | 1R 0:32 | TKO  | 李龍洙（イ・ヨンスー）（三沢） | 韓国           | 日本王座防衛3                         |
| 17           | 199X年 5年目（21歳）3月21日  | 勝利 | 7R 2:15 | KO   | 島袋岩男（めんそ〜れ沖縄）     | 日本           | 日本王座防衛4                         |
| 18           | 199X年 6年目（21歳）6月15日  | 勝利 | 7R 1:15 | TKO  | 沢村竜平（鬼槍留）             | 日本           | 日本王座防衛5                         |
| 19           | 199X年 6年目（21歳）10月3日  | 勝利 | 2R 2:15 | TKO  | 唐沢拓三（木下）               | 日本           | 日本王座防衛6                         |
| 20           | 199X年 6年目（22歳）1月25日  | 勝利 | 6R 1:00 | TKO  | 武恵一（鮫一）                 | 日本           | 日本王座防衛7                         |
| 21           | 199X年 7年目（22歳）8月1日   | 勝利 | 4R 2:03 | TKO  | ジミー・シスファー             | タイ           | ノンタイトル戦                        |
| 22           | 199X年 7年目（23歳）2月15日  | 勝利 | 8R 2:37 | TKO  | マルコム・ゲドー               | フィリピン     | ノンタイトル戦                        |
| 23           | 199X年 8年目（23歳）7月15日  | 勝利 | 8R 1:35 | TKO  | ウォーリー                     | インドネシア   | ノンタイトル戦                        |
| 24           | 199X年 8年目（23歳）10月25日 | 勝利 | 1R 2:07 | TKO  | 小島寿人（森山）               | 日本           | 日本王座防衛8                         |
| 25           | 199X年 8年目（24歳）3月21日  | 敗北 | 7R 1:17 | TKO  | アルフレド・ゴンザレス         | メキシコ       | 世界前哨戦                            |
| 26           | 1999年 ?年目（25歳） ?月?日  | 敗北 | 4R 2:45 | KO   | アントニオ・ゲバラ             | フィリピン     | 再起戦                                |
| テンプレート |                              |      |         |      |                                |                |                                       |

### スパーリングなど
鴨川ジムメンバーを除いて何らかの形で手合わせが実現している者を列記する。なお、明確な結果のわかるものは同時に記載する。
- VS 宮田一郎　1年目（16歳）5月（入門初日）[49]　3R KO負け（入門試験、試合形式のスパーリング）
- VS 宮田一郎　1年目（16歳）8月[50]　4R KO勝ち（試合形式のスパーリング）
- VS 小川直也　1年目（17歳）11月末（一歩の誕生日である23日以降）[51]　1R KO勝ち（プロテスト）
- VS 小森　2年目（18歳）2月末[52]　1R（スパーリング）
- VS 伊達英二　3年目（18歳）5月30日[53]　3R（スパーリング）
- VS 森田クミコ　3年目（18歳）7月[54]　1R（体験スパーリング）
- VS 山田直道　3年目（18歳）8月頃[55] 1R KO勝ち（送別会スパーリング）
- VS 不明（フィリピンジュニアフェザー級4位）　3年目（19歳）2月[56]　1R KO勝ち（スパーリング）
- VS 茂田晃　4年目（19歳）8月[57] 3R（スパーリング）
- VS 田村 4年目（19歳）10月上旬頃[58] 1R KO勝ち（スパーリング） 5連戦 1日目
- VS 森田マコト 4年目（19歳）10月上旬頃[58] 3R KO勝ち（スパーリング） 5連戦 2日目
- VS 村上浩一 4年目（19歳）10月上旬頃[58] 4R KO勝ち（スパーリング） 5連戦 3日目
- VS ジャッカル岸田 4年目（19歳）10月上旬頃[58] 3R KO勝ち（スパーリング） 5連戦 4日目
- VS 梅津 4年目（19歳）10月上旬頃[58] 1R KO勝ち（スパーリング） 5連戦 5日目
- VS リカルド・マルチネス　5年目（20歳）6月中旬頃[59] 1R（スパーリング） 事実上のKO負け
- VS 今井京介　5年目（20歳）8月末頃[60]　3R（スパーリング）
- VS ヴォルグ・ザンギエフ　6年目（21歳）5月[61] 3R KO負け（スパーリング）
- VS 今井京介　6年目（21歳）7月下旬頃[62]　2R（スパーリング）
- VS 福井恭介 7年目（23歳）12月頃[63] 1R KO勝ち（スパーリング）
- VS 間柴了 7年目（23歳）1月[64] 3R（スパーリング）
- VS 千堂武士 8年目（24歳）12月頃[65]　不明 KO負け（スパーリング）